# Prunelli-di-Fiumorbo
Prunelli-di-Fiumorbo är en kommun i departementet Haute-Corse på ön Korsika i Frankrike. Kommunen ligger i kantonen Prunelli-di-Fiumorbo som tillhör arrondissementet Corte. År 2022 hade Prunelli-di-Fiumorbo 3 736 invånare.

## Befolkningsutveckling
Antalet invånare i kommunen Prunelli-di-Fiumorbo
Referens:INSEE